# Platycephala subelongata
Platycephala subelongata är en tvåvingeart som beskrevs av Kanmiya 1983. Platycephala subelongata ingår i släktet Platycephala och familjen fritflugor. Inga underarter finns listade i Catalogue of Life.